# British Home Championship 1977
De British Home Championship van 1977 was de 82e editie van de British Home Championship. Het toernooi werd gehouden van 28 mei tot en met 4 juni 1977. Schotland werd kampioen.

## Eindstand
| Team          | Gsp | W | G | V | DV | DT | DS | Ptn |
| ------------- | --- | - | - | - | -- | -- | -- | --- |
| Schotland     | 3   | 2 | 1 | 0 | 5  | 1  | +4 | 5   |
| Wales         | 3   | 1 | 2 | 0 | 1  | 4  | –3 | 4   |
| Engeland      | 3   | 1 | 0 | 2 | 3  | 4  | –1 | 2   |
| Noord-Ierland | 3   | 0 | 1 | 2 | 2  | 6  | –4 | 1   |

## Wedstrijden
|                                                  |                  |       |                                    |                                                                                 |
| 28 mei 1977 «onderlinge duels» 15:00 uur (UTC+1) | Noord-Ierland    | 1 – 2 | Engeland                           | Windsor Park, Belfast Toeschouwers: 35.000 Scheidsrechter: Brian McGinlay (SCO) |
| 28 mei 1977 «onderlinge duels» 15:00 uur (UTC+1) | Chris McGrath 4' |       | 27' Mick Channon 86' Dennis Tueart | Windsor Park, Belfast Toeschouwers: 35.000 Scheidsrechter: Brian McGinlay (SCO) |

|                                                  |       |       |           |                                                                                    |
| 28 mei 1977 «onderlinge duels» 15:00 uur (UTC+1) | Wales | 0 – 0 | Schotland | The Racecourse, Wrexham Toeschouwers: 14.469 Scheidsrechter: Malcolm Moffatt (NIR) |
| 28 mei 1977 «onderlinge duels» 15:00 uur (UTC+1) |       |       |           | The Racecourse, Wrexham Toeschouwers: 14.469 Scheidsrechter: Malcolm Moffatt (NIR) |

|                                                  |          |                           |       |                                                                                |
| 31 mei 1977 «onderlinge duels» 20:00 uur (UTC+1) | Engeland | 0 – 1                     | Wales | Wembley Stadium, Londen Toeschouwers: 48.000 Scheidsrechter: John Gordon (SCO) |
| 31 mei 1977 «onderlinge duels» 20:00 uur (UTC+1) |          | 44' (pen.) Leighton James |       | Wembley Stadium, Londen Toeschouwers: 48.000 Scheidsrechter: John Gordon (SCO) |

|                                                  |                                                          |       |               |                                                                           |
| 1 juni 1977 «onderlinge duels» 20:00 uur (UTC+1) | Schotland                                                | 3 – 0 | Noord-Ierland | Hampden Park, Glasgow Toeschouwers: 44.699 Scheidsrechter: John Gow (WAL) |
| 1 juni 1977 «onderlinge duels» 20:00 uur (UTC+1) | Kenny Dalglish 37' Gordon McQueen 61' Kenny Dalglish 79' |       |               | Hampden Park, Glasgow Toeschouwers: 44.699 Scheidsrechter: John Gow (WAL) |

|                                                  |                  |       |                |                                                                              |
| 3 juni 1977 «onderlinge duels» 19:00 uur (UTC+1) | Noord-Ierland    | 1 – 1 | Wales          | Windsor Park, Belfast Toeschouwers: 15.000 Scheidsrechter: Jack Taylor (ENG) |
| 3 juni 1977 «onderlinge duels» 19:00 uur (UTC+1) | Sammy Nelson 46' |       | 27' Nick Deacy | Windsor Park, Belfast Toeschouwers: 15.000 Scheidsrechter: Jack Taylor (ENG) |

|                                                  |                         |       |                                       |                                                                                   |
| 4 juni 1977 «onderlinge duels» 15:00 uur (UTC+1) | Engeland                | 1 – 2 | Schotland                             | Wembley Stadium, Londen Toeschouwers: 98.103 Scheidsrechter: Károly Palotai (HUN) |
| 4 juni 1977 «onderlinge duels» 15:00 uur (UTC+1) | Mick Channon 87' (pen.) |       | 42' Gordon McQueen 60' Kenny Dalglish | Wembley Stadium, Londen Toeschouwers: 98.103 Scheidsrechter: Károly Palotai (HUN) |